# Oberneuenreuth
Oberneuenreuth ist ein Gemeindeteil der Stadt Gefrees im Landkreis Bayreuth (Oberfranken, Bayern). Oberneuenreuth liegt in der Gemarkung Gefrees.

## Geografie
Die Einöde liegt am Nordhang des Galgenberg (620 m ü. NHN), einer Erhebung des Fichtelgebirges. Ein Anliegerweg führt 300 Meter nordwestlich zur Kreisstraße BT 4, die südwestlich nach Gefrees bzw. nordöstlich nach Wundenbach verläuft.

## Geschichte
Infolge des Ersten Gemeindeedikts wurde Oberneuenreuth dem 1812 gebildeten Steuerdistrikt Gefrees und der zugleich entstandenen Munizipalgemeinde Gefrees zugewiesen.

### Baudenkmäler
- Haus Nr. 1: Wohnstallhaus

### Einwohnerentwicklung
| Jahr      | 001819 | 001861 | 001871 | 001885 | 001900 | 001925 | 001950 | 001961 | 001970 | 001987 |
| Einwohner | *      | 14     | 11     | 14     | 7      | 11     | 8      | 7      | 3      | 4      |
| Häuser    |        |        |        | 1      | 2      | 1      | 1      | 1      |        | 1      |
| Quelle    | [ 8 ]  | [ 9 ]  | [ 10 ] | [ 11 ] | [ 12 ] | [ 13 ] | [ 14 ] | [ 15 ] | [ 16 ] | [ 1 ]  |

## Religion
Oberneuenreuth ist evangelisch-lutherisch geprägt und bis heute nach St. Johannes der Täufer (Gefrees) gepfarrt.